# ミハイル・ペトラシェフスキー

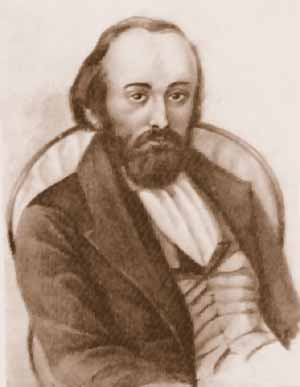
ペトラシェフスキー

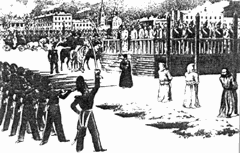
処刑直前のペトラシェフスキー（右）

ミハイル・ヴァシーリエヴィチ・ペトラシェフスキー（ロシア語: Михаи́л Васи́льевич Буташевич-Петраше́вский、1821年11月13日 - 1866年12月19日）は、ロシアの空想的社会主義者。

## 生涯
1821年、貴族の家系に生まれた。ペテルブルクで学んだのち、外務省の翻訳官となった。徐々に社会主義思想に関心を抱き、当時は禁書であったサン・シモン、フーリエなどの著作を保有し、勉強サークルを主宰していた。しかし、1849年4月に警察によってサークル員が逮捕され、ペトラシェフスキーを含むのべ21名（当初は15名）に銃殺刑の判決が下された。1849年12月22日、処刑場であるセミョーノフスキー練兵場へと連行され、彼を含む3人が最初に処刑されるグループとして柱にくくりつけられた。処刑のため銃口が向けられた段階で、減刑という皇帝からの勅令が読み上げられたため、処刑は行われずに流刑となった。この際の21人の中には、ドストエフスキーやニコライ・ダニレフスキーなどが含まれていた。恩赦によって流刑が解かれたあとも、ペトラシェフスキーは社会主義運動に加わり続けた。1866年12月19日に死去。